# علی جوادی (بازیکن فوتبال)
علی جوادی (زادهٔ ۱۸ ژوئیهٔ ۱۹۶۷) یک بازیکن فوتبال اهل ایران است.
از باشگاه‌هایی که در آن بازی کرده‌است می‌توان به باشگاه فوتبال پیام مشهد اشاره کرد.